# De Tomaso Guarà
O  Guarà  é um modelo esportivo da De Tomaso. Foi o último projeto do fundador e proprietário Alejandro de Tomaso colocado no mercado. Apresentado no Salão de Genebra de 1993, o Guarà estava disponível como um coupé e depois como um spider e também como uma barchetta aberta . Este último corresponde ao coupé mas sem teto e pára-brisas adequado; apenas um pequeno defletor de ar protege o passageiro e o motorista dos elementos e o carro teve que ser conduzido usando um capacete.